# هدر میتس
هدر میتس (انگلیسی: Heather Blaine Mitts Feeley متولد ۹ ژوئن ۱۹۷۸) بازیکن بازنشسته فوتبال در پست مدافع اهل ایالات متحده آمریکا است. از باشگاه‌هایی که در آن بازی کرد می‌توان به بوستون بریکرز و فیلادلفیا ایندپندنس اشاره کرد. وی همچنین برای تیم ملی فوتبال زنان آمریکا نیز بازی می‌کرد.